# 산마르코스주

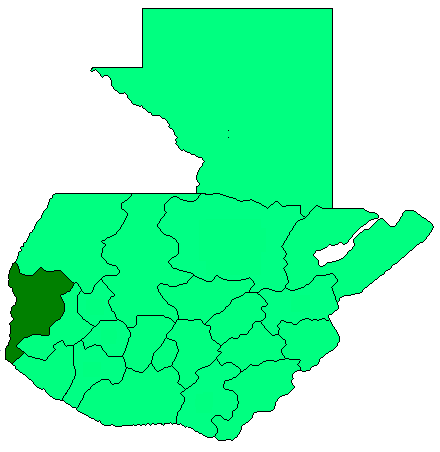
산마르코스 주의 위치

산마르코스주(스페인어: Departamento de San Marcos)는 과테말라 남서부에 위치한 주로 주도는 산마르코스이며 면적은 3,791km2, 인구는 794,951명(2003년 기준)이다.
북쪽으로는 우에우에테낭고 주, 동쪽으로는 케트살테낭고 주, 남쪽으로는 레탈룰레우 주, 태평양과 접하며 서쪽으로는 멕시코와 국경을 접한다. 30개 지방 자치체를 관할한다.